# Montell Griffin
Montell Griffin (* 6. Juni 1970 in Chicago) ist ein ehemaliger US-amerikanischer Boxer, dessen Profikarriere von 1993 bis 2011 andauerte. 1997 war er aufgrund eines Disqualifikationssieges gegen Roy Jones junior einige Monate Weltmeister der WBC im Halbschwergewicht. Darüber hinaus war er 1999 WM-Herausforderer des WBO-Weltmeisters Dariusz Michalczewski und 2003 Herausforderer der WBC- und IBF-Weltmeistertitel gegen Antonio Tarver. Als Amateur vertrat er die USA bei den Olympischen Spielen 1992 in Barcelona.

## Amateurkarriere
Griffin wurde von seinem Vater Clarence Griffin, einem Boxtrainer aus Chicago, trainiert und boxte von seinem fünften bis zum zwölften Lebensjahr, ehe er aufgrund des Todes seines Vaters 1983 den Boxsport aufgab, zu dem er erst im Alter von zwanzig Jahren zurückkehrte. Zu diesem Zeitpunkt arbeitete er beim United Parcel Service.
Griffin gewann 1992 im Halbschwergewicht, unter anderem mit einem Sieg gegen John Ruiz, die US-Meisterschaft in Colorado Springs und startete bei der US-Olympiaqualifikation (US Olympic Trials) in Worcester, wo er erst im Finale gegen Jeremy Williams unterlag, diesen jedoch zweimal bei den olympischen Ausscheidungskämpfen (US Olympic Box-offs) in Phoenix besiegte und sich damit für die Olympischen Spiele 1992 in Barcelona qualifizierte. Dort schied er im Viertelfinale mit 4:6 gegen den späteren Olympiasieger Torsten May aus.

## Profikarriere
Griffin wechselte 1993 in das Profilager und wurde von Thell Torrence und Eddie Futch trainiert. Sein Manager war John Caluwaert. Bis 1996 gewann er jeden seiner 26 Kämpfe, 18 davon vorzeitig, wobei ihm zwei Punktsiege gegen James Toney gelangen.
Am 21. März 1997 boxte er in Atlantic City gegen den ebenfalls ungeschlagenen und hoch favorisierten WBC-Weltmeister Roy Jones junior und gestaltete einen nach Punkten ausgeglichenen Kampf, ehe er in der neunten Runde nach Treffern von Jones abkniete. In dieser Position wurde Griffin durch Jones noch von einer Rechten sowie einer Linken getroffen und sackte daraufhin zu Boden. Da Griffin keine Kampfbereitschaft signalisierte, musste Ringrichter Tony Perez den Kampf beenden und Jones nach geltendem Regelwerk disqualifizieren. Den Rückkampf am 7. August 1997 gewann Jones dann durch K. o. in der ersten Runde.
Nach sieben folgenden Siegen verlor er am 13. November 1998 knapp nach Punkten gegen Eric Harding. Nach vier weiteren Siegen boxte er am 28. August 1999 um den WBO-Weltmeistertitel, unterlag jedoch in Bremen durch TKO in Runde 4 gegen den ungeschlagenen Dariusz Michalczewski. Durch sechs anschließende Siege erhielt er erneut eine WM-Chance und boxte dabei am 26. April 2003 um die besitzlosen (vakanten) WM-Gürtel der IBF und WBC, wobei er einstimmig nach Punkten gegen Antonio Tarver unterlag.
Bis August 2011 bestritt er noch elf Kämpfe mit sechs Siegen, einem Unentschieden und vier Niederlagen. Er verlor dabei unter anderem gegen Julio González, Glen Johnson und Beibit Schümenow.

## Nach dem Boxen
Nach seiner Wettkampfkarriere arbeitete er als Deputy Sheriff in Cook County (Illinois), wurde 2018 Inhaber des Boxclubs Windy City in Chicago und trat als Stand-up-Comedian auf. 2020 veröffentlichte er in Eigenverlag seine Autobiographie The Ice Life.

## Ehrungen
- 2022: Rochester Boxing Hall of Fame
- 2021: Indiana Boxing Hall of Fame
- 2019: National Boxing Hall of Fame
- 2015: Illinois Boxing Hall of Fame
- 2014: California State Boxing Hall of Fame